# Nachal Ošrat
Nachal Ošrat (hebrejsky: נחל אשרת) je vádí v Horní Galileji, v severním Izraeli.
Začíná v nadmořské výšce téměř 400 metrů, jižně od vesnice Ejn Ja'akov. Směřuje pak postupně se zahlubujícím a zalesněným údolím k západu. Prochází mezi vesnicemi Jechi'am a Ga'aton a zařezává se stále víc do okolního terénu. Na okraji pobřežní nížiny, severně od obce Šejch Danun potom ústí zleva do vádí Nachal Ga'aton.